# Ježdovec
Ježdovec är en ort i Kroatien.   Den ligger i länet Zagreb, i den centrala delen av landet, 10 km väster om huvudstaden Zagreb. Ježdovec ligger 125 meter över havet och antalet invånare är 1 177.
Terrängen runt Ježdovec är platt åt sydväst, men åt nordost är den kuperad. Runt Ježdovec är det ganska tätbefolkat, med 60 invånare per kvadratkilometer. Närmaste större samhälle är Zagreb - Centar, 10,4 km öster om Ježdovec. Omgivningarna runt Ježdovec är en mosaik av jordbruksmark och naturlig växtlighet.